# Stinkfist
Stinkfist è un singolo del gruppo musicale statunitense Tool, pubblicato nel 1996 come unico estratto dal secondo album in studio Ænima.

## Descrizione
Traccia d'apertura dell'album, il cantante Maynard James Keenan ha spiegato che il titolo fu dato dopo che un amico del batterista Danny Carey disse che «aveva paura di sporcarsi le mani». Aggiunse inoltre che la canzone riguardava il fisting ma, «se la osservi veramente, e ci osservi sul serio, considerando chi siamo, capirai che andiamo lievemente più a fondo di alcune canzoni fallite riguardo al fisting».

## Video musicale
Il video musicale per Stinkfist, diretto e ideato dal chitarrista Adam Jones, è stato realizzato con la tecnica del passo uno. Il video si concentra su persone di sabbia che succhiano dai tubi e inghiottiscono unghie e fili metallici, che apparentemente fanno loro male, infatti, li espellono dal proprio corpo e che dopo vengono messi in alcune giare e conservati. Un'altra razza di mutanti viene realizzata con una spina attaccata in un muro.
Il video raggiunse la "heavy rotation" su MTV, tuttavia fu mandato in onda come Track #1 anziché il titolo originale. L'emittente dichiarò che Stinkfist era troppo offensivo per il pubblico. Matt Pinfield, proprietario di 120 Minutes, dichiarò che egli non poteva fare niente su questo problema. Aggiunse, inoltre, che se non si conosceva il titolo della canzone, la vendita dei CD risultava stimolata. Si dice, inoltre, che un VJ che lanciava la canzone come Track #1, si annusava il pugno, alludendo chiaramente al titolo della canzone.

## Tracce
CD promozionale (Stati Uniti)
1. Stinkfist – 5:11
2. Hooker with a Penis – 4:32

CD singolo (Stati Uniti)
1. Stinkfist – 5:11

10" (Regno Unito)
- Lato A

1. Stinkfist – 5:11
2. Opiate – 5:22

- Lato B

1. Sober – 5:06
2. Prison Sex – 4:55

## Formazione
Gruppo
- Danny Carey – batteria
- Justin Chancellor – basso
- Adam Jones – chitarra
- Maynard James Keenan – voce

Produzione
- Tool – produzione
- David Bottrill – produzione, ingegneria del suono, missaggio

## Classifiche
| Classifica (1996)                | Posizione massima |
| -------------------------------- | ----------------- |
| Stati Uniti (alternative)        | 19                |
| Stati Uniti (mainstream rock)    | 17                |
| Classifica (2019)                | Posizione massima |
| Stati Uniti (digital)            | 13                |
| Stati Uniti (rock & alternative) | 7                 |
| Stati Uniti (rock digital)       | 5                 |